# Rhum agricole

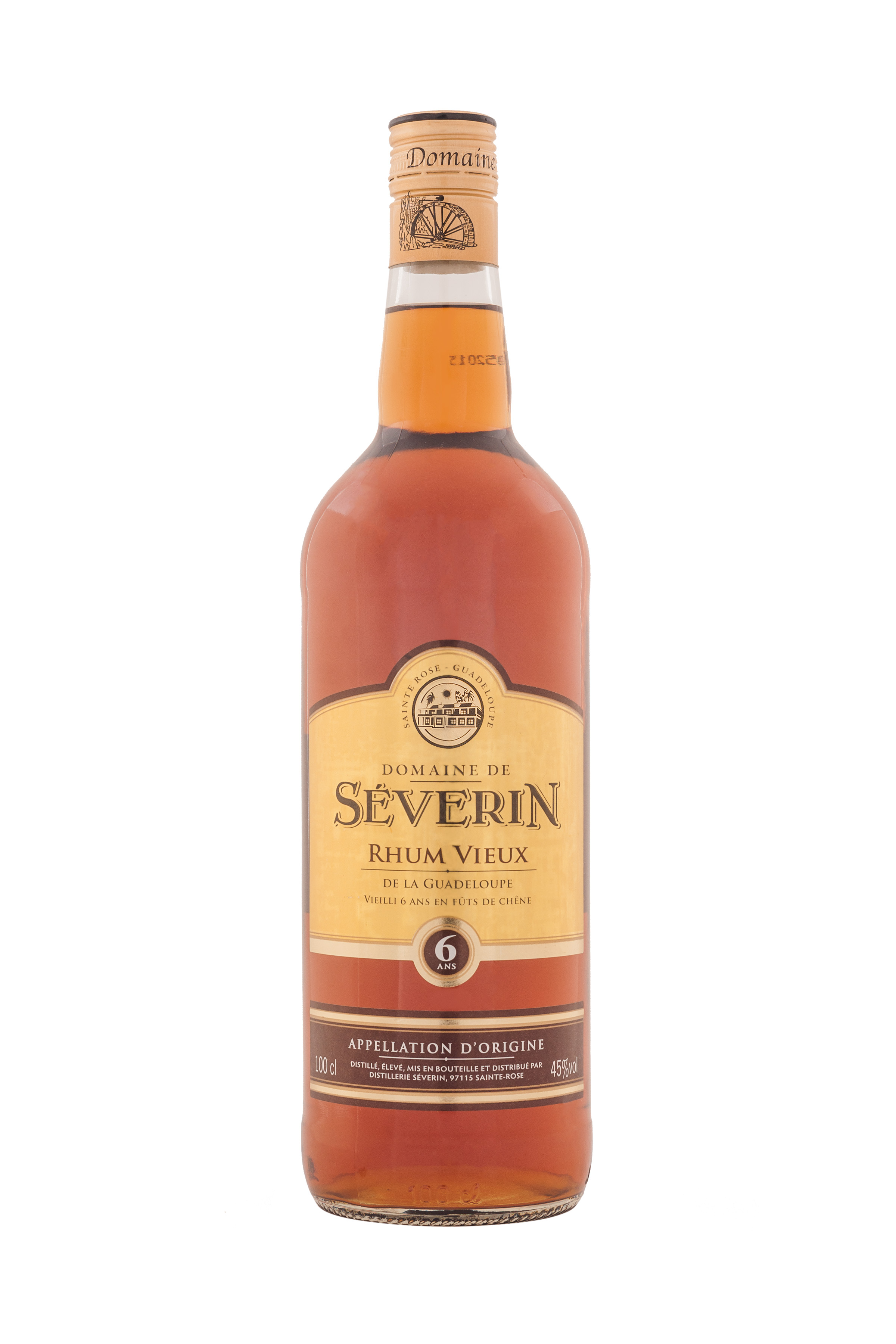
Rhum Séverin, ein rhum agricole aus Guadeloupe

Rhum agricole ist eine Variante des Rums aus sogenannter landwirtschaftlicher Herstellung. Er unterscheidet sich von normalem Rum vorrangig durch seine Herstellung aus frisch gepresstem Zuckerrohrsaft und hat nur einen Anteil von etwa 3 % an der gesamten Rumproduktion.
Rhum agricole wird auf den französischen Antillen (Martinique, Guadeloupe) und auch auf Haiti, in Französisch-Guayana, La Palma und im Indischen Ozean auf Réunion und Mauritius produziert. Nach AOC-Vorschriften wird er bislang nur auf Martinique, Guadeloupe hergestellt, die zu den französischen Übersee-Départements gehören.